# 富山パーキングエリア
富山パーキングエリア（とみやまパーキングエリア）は千葉県南房総市において事業中の富津館山道路のパーキングエリアである。名称は仮称である。
現在は暫定的にハイウェイオアシスのみ営業している。

## 概要
富津館山道路では唯一の休憩施設で、京葉道路起点から続く休憩施設では最南端に位置する。京葉道路起点（一之江橋）から約100kmの位置にある。下り入口付近に、京葉道路起点100キロポストがある。
当PAは本来、富津館山道路本線横に休憩施設が設置され、そこからハイウェイオアシスへの分岐路が設置される構造であるが、休憩施設が整備されていないため、直接ハイウェイオアシスに分岐するようになっている。このため、標識の表記は暫定的に「富楽里」が用いられている。本来の休憩施設部分については事業中であり、2019年時点では2025年度の供用開始を予定していたが、2024年4月現在では2030年度（令和12年度）の完成予定となっている。
富津館山道路は大半が暫定2車線での併用となっているが、当PAの前後は4車線化されている。

## 施設
- 事業中

### 上り線（千葉方面）
- 駐車場
  - 大型 台
  - 小型 台
  - トイレ
  - 自動販売機

### 下り線（館山方面）
- 駐車場
  - 大型 台
  - 小型 台
  - トイレ
  - 自動販売機

### ハイウェイオアシス富楽里
道の駅富楽里とみやまの施設を利用できる。

## 隣
E14 富津館山道路
(23)鋸南富山IC - 富山PA（仮称・事業中）/ハイウェイオアシス富楽里 - (24)富浦IC